# Charles Dorian
Charles Dorian (Santa Monica, 27 giugno 1891 – Albuquerque, 21 ottobre 1942) è stato un regista e attore statunitense.
Lavorò soprattutto come aiuto regista, collaborando spesso con Clarence Brown. Da regista, firmò nel 1931 un documentario, Wild and Woolly. La sua carriera di attore durò dal 1915 al 1920, girando quasi una trentina di film tra cortometraggi e lungometraggi.
Morì a cinquantun anni ad Albuquerque il 21 ottobre 1942 per un attacco cardiaco.

## Premi e riconoscimenti
Nel 1934, vinse l'Oscar alla migliore aiuto regia.

## Filmografia

### Aiuto regia
- The Great Redeemer, regia di Clarence Brown e Maurice Tourneur (1920)
- The Last of the Mohicans, regia di Clarence Brown e Maurice Tourneur (1920)
- Butterfly, regia di Clarence Brown (1924)
- Smouldering Fires, regia di Clarence Brown (1925)
- The Goose Woman, regia di Clarence Brown (1925)
- L'aquila (The Eagle), regia di Clarence Brown (1925)
- La carne e il diavolo (Flesh and the Devil), regia di Clarence Brown (1926)
- La sete dell'oro (The Trail of '98), regia di Clarence Brown (1928)
- Il destino (A Woman of Affairs), regia di Clarence Brown (1928)
- Ombre sul cuore (Wonder of Women), regia di Clarence Brown (1929)
- Amor gitano (The Rogue Song), regia di Lionel Barrymore e, non accreditato, Hal Roach (1930)
- La modella (Inspiration), regia di Clarence Brown (1931)
- La piccola amica (Daybreak), regia di Jacques Feyder (1931)
- Io amo (A Free Soul), regia di Clarence Brown (1931)
- L'amante (Possessed), regia di Clarence Brown (1931)